# Književnost u 1827.
◄◄ | ◄ | 1824. | 1825. | 1826. | 1827.  | 1828. | 1829. | 1830. | ► | ►►
Arhitektura • Astronomija • Biologija • Glazba • Kazalište • Kemija • Kiparstvo • Knjige • Književnost • Kršćanstvo • Meteorologija • Medicina • Politika • Pravo • Promet • Slikarstvo • Šport • Znanost • Željeznički promet
Književnost u 1827.

## Svijet

### Književna djela
- Arapin Petra Velikog Aleksandra Sergejeviča Puškina

## Vanjske poveznice
|  | Zajednički poslužitelj ima još gradiva o temi Književnost u 1827. |